# Rishi Rich
Rishi Rich (Croydon, 30 juni 1976) 
is een Engelse producer/songwriter, geboren en getogen in Londen.
Op 15-jarige leeftijd kwam zijn single Bombay jungle uit, gevolgd door het album Love 2 love. Hierna werd hij bekend als de producer achter 2 Kool.

## Discografie

### Singles
| Single met eventuele hitnotering(en) in de Nederlandse Top 40 | Datum van verschijnen | Datum van binnenkomst | Hoogste positie | Aantal weken | Opmerkingen                           |
| ------------------------------------------------------------- | --------------------- | --------------------- | --------------- | ------------ | ------------------------------------- |
| Eyes on you                                                   | 2004                  | 26-02-2005            | 32              | 4            | als Rishi Rich Project / met Jay Sean |